# Kenpachiro Satsuma
Kenpachiro Satsuma, född 27 maj 1947 i Izumi i Kagoshima prefektur, död 16 december 2023, var en japansk skådespelare som troligtvis var mest känd för att ha spelat Godzilla (1984–1995), men spelade även andra monster som exempelvis Gigan och Hedorah.

## Filmografi
- 1971 – Godzilla vs. Hedorah
- 1972 – Godzilla vs. Gigan
- 1973 – Godzilla vs. Megalon
- 1974 – Prophecies of Nostradamus
- 1984 – The Return of Godzilla
- 1985 – Pulgasari
- 1989 – Godzilla vs. Biollante
- 1991 – Godzilla vs. King Ghidorah
- 1992 – Godzilla vs. Mothra
- 1993 – Godzilla vs. Mechagodzilla II
- 1994 – Monster Planet Of Godzilla
- 1994 – Yamato Takeru
- 1994 – Godzilla vs. SpaceGodzilla
- 1995 – Godzilla vs. Destoroyah